# Брилијант (Алабама)
Брилијант (енгл. Brilliant) град је у америчкој савезној држави Алабама. По попису становништва из 2010. у њему је живело 900 становника.

## Демографија
Према попису становништва из 2010. у граду је живело 900 становника, што је 138 (18,1%) становника више него 2000. године.
| Група             | 2000.       | 2010.       |
| Белци             | 754 (99,0%) | 875 (97,2%) |
| Афроамериканци    | 0 (0,0%)    | 2 (0,2%)    |
| Азијати           | 0 (0,0%)    | 1 (0,1%)    |
| Хиспаноамериканци | 5 (0,7%)    | 14 (1,6%)   |
| Укупно            | 762         | 900         |